# Milorad Žižić
Milorad Žižić (Nikšić, Jugoslavija, 1. prosinca 1986.) crnogorski je boksač.

## Biografija
Milorad Žižić rođen je u Nikšiću (tada u SR Crnoj Gori, SFRJ) te je poznat pod nadimkom Mićko. Otac mu je Veselin Žižić, boksač-amater. 
Milorad je boks počeo trenirati s pet godina, a s devet je imao svoj prvi meč.
Svoj profesionalni debi Žižić je imao 20. svibnja 2011. u Beogradu, kada je nokautom u prvoj rundi pobijedio hrvatskog boksača Renata Gogoševića. 
Krajem 2013. godine svoju profesionalnu karijeru Žižić nastavlja u SAD-u.